# Horný Bar

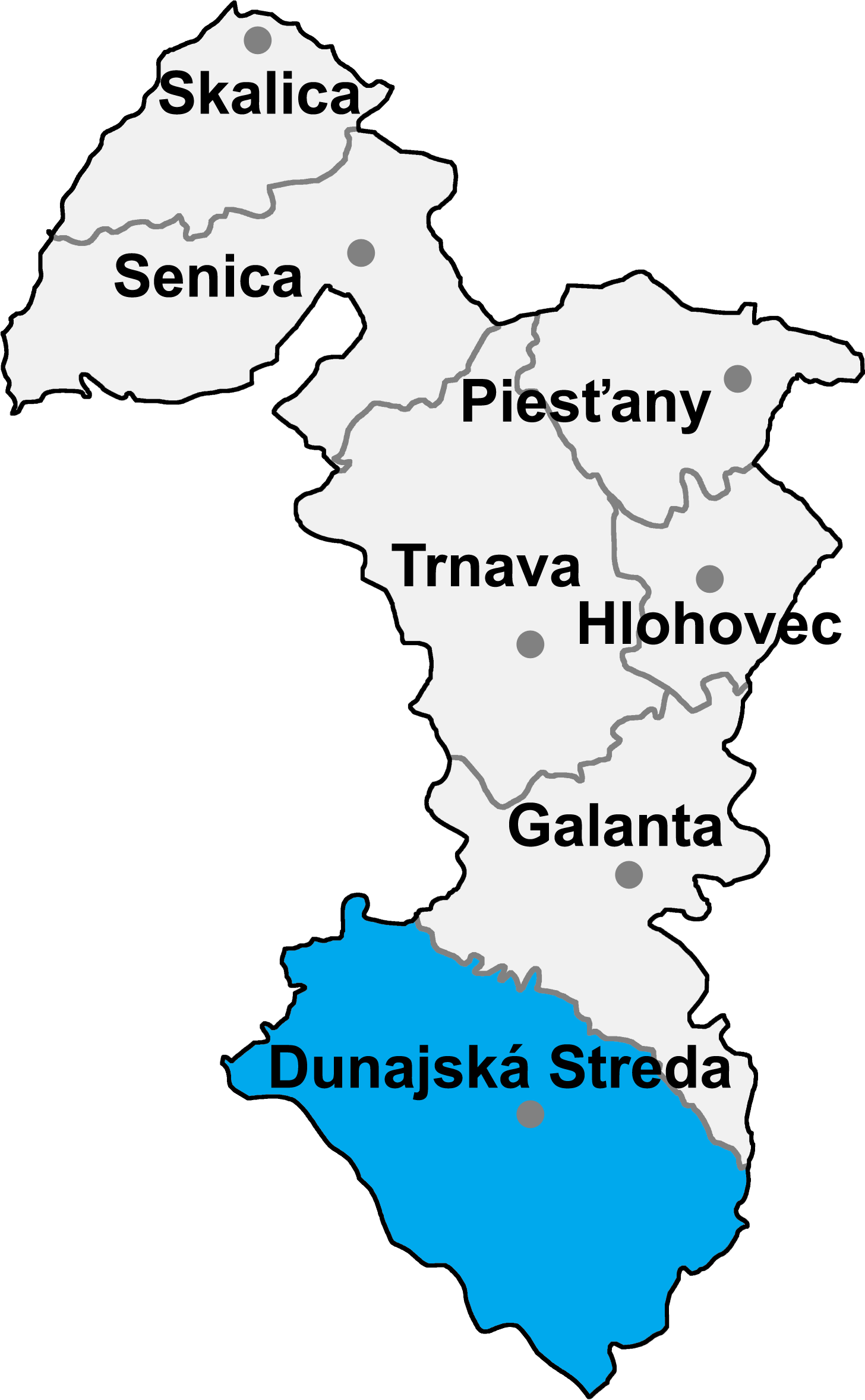
Localização de Dunajská Streda (distrito) na Trnava (região)

O Distrito eslovaco de Horný Bar  é um dos sessenta e quatro municípios que formam a Distrito de Dunajská Streda, situada em Região de Trnava, Eslováquia.

## Demografia
| Ano:        | 1994 | 2004    | 2014   | 2024   |
| ----------- | ---- | ------- | ------ | ------ |
| Broj ljudi: | 1074 | 1208    | 1255   | 1313   |
| Razlika:    |      | +12,47% | +3,89% | +4,62% |

| Ano:               | 2023 | 2024   |
| ------------------ | ---- | ------ |
| Número de pessoas: | 1306 | 1313   |
| Diferença:         |      | +0,53% |